# 八穀增卅一
天貓座13，又名BD+57 1004，HD 48432、SAO 25947、HR 2477，是天貓座的一颗恒星，视星等为5.35，位于銀經158.69，銀緯21.93，其B1900.0坐标为赤經6h 38m 18s，赤緯+57° 21.93′ 23″。